# Wake Up in the Sky
Wake Up in the Sky è un singolo dei rapper statunitensi Gucci Mane e Kodak Black e del cantautore statunitense Bruno Mars, pubblicato il 14 settembre 2018 come terzo estratto dal tredicesimo album in studio di Gucci Mane Evil Genius.

## Descrizione
A fine agosto 2018, Bruno Mars ha postato una foto su Instagram insieme a Kodak Black, preannunciando una collaborazione. Il 13 settembre 2018 Gucci Mane ha annunciato la collaborazione.

## Video musicale
Il video musicale è stato reso disponibile attraverso YouTube il 31 ottobre 2018. È stato diretto da Florent Dechard e Bruno Mars. Nel febbraio 2019 il video ha raggiunto 200 milioni di visualizzazioni.

## Tracce
1. Wake Up in the Sky – 3:24

## Classifiche
| Classifica (2018-19) | Posizione massima |
| -------------------- | ----------------- |
| Australia            | 46                |
| Belgio (Fiandre)     | 12                |
| Canada               | 36                |
| Irlanda              | 49                |
| Lituania             | 62                |
| Paesi Bassi          | 97                |
| Portogallo           | 49                |
| Regno Unito          | 65                |
| Repubblica Ceca      | 41                |
| Slovacchia           | 31                |
| Stati Uniti          | 11                |
| Svezia               | 3                 |
| Svizzera             | 95                |
| Ungheria             | 33                |